# John Sparkman

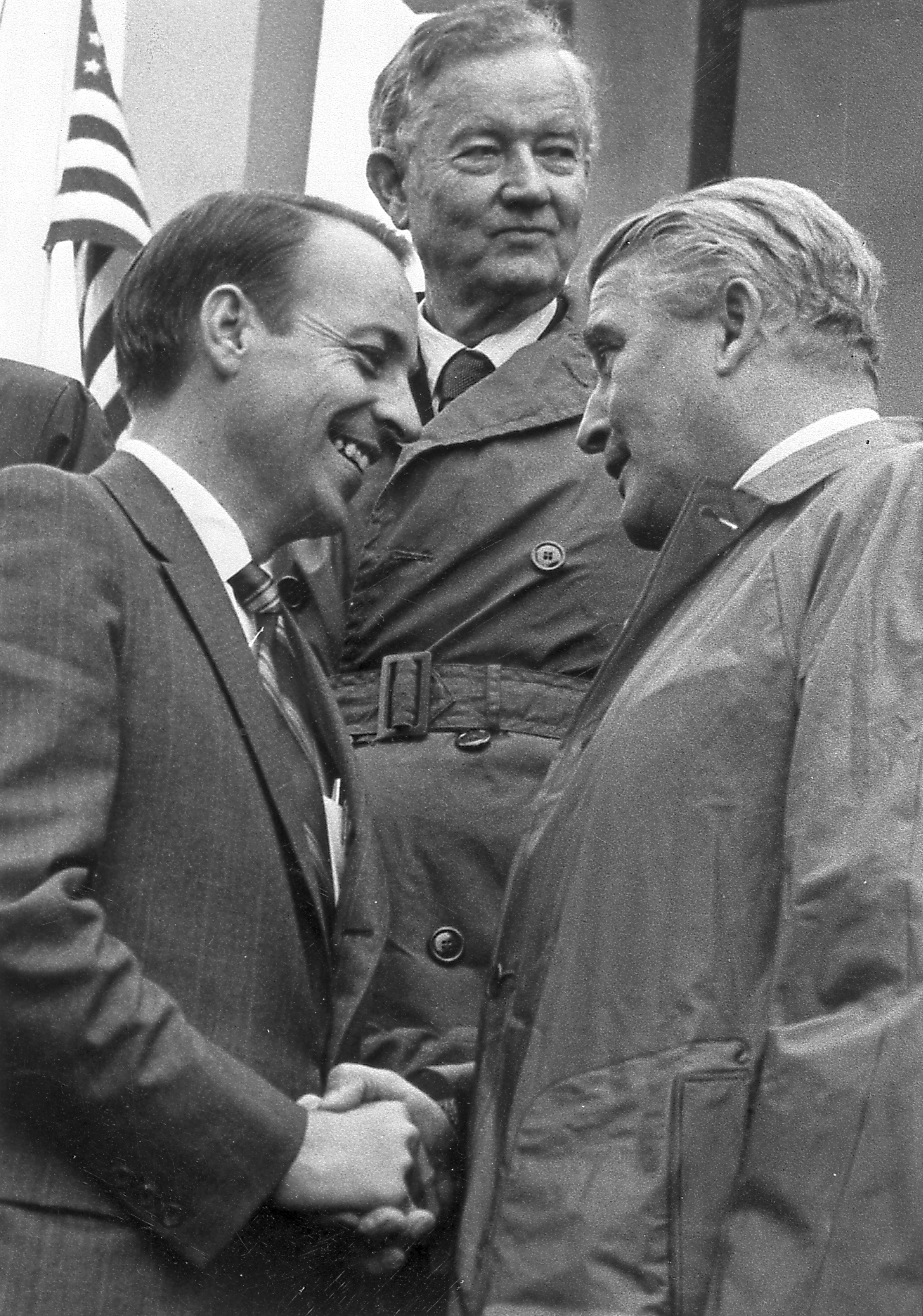
Albert Brewer, John Sparkman och Wernher von Braun

John Jackson Sparkman, född 20 december 1899 i Morgan County i Alabama, död 16 november 1985 i Huntsville i Alabama, var en amerikansk demokratisk politiker. Han representerade delstaten Alabama i båda kamrarna av USA:s kongress. Sparkman var demokraternas vicepresidentkandidat i presidentvalet i USA 1952. Han var en konservativ demokrat. I USA:s representanthus var han 1946 demokratisk whip och i senaten var han ordförande i utrikesutskottet 1975-1979.
Sparkman avlade 1923 juristexamen vid University of Alabama. Han arbetade som advokat i Huntsville 1925-1937. Han representerade Alabamas 8:e distrikt i representanthuset 1937-1946. Senator John H. Bankhead II avled 1946 och George R. Swift utnämndes till senaten fram till fyllnadsvalet senare samma år. Sparkman vann fyllnadsvalet och tillträdde som senator 6 november 1946. Sparkman omvaldes 1948, 1954, 1960, 1966 och 1972.
Demokraternas Adlai Stevenson och John Sparkman var klara förlorare i presidentvalet 1952 mot republikanerna Dwight D. Eisenhower och Richard Nixon. Stevenson och Sparkman vann i nio delstater: Alabama, Arkansas, Georgia, Kentucky, Louisiana, Mississippi, North Carolina, South Carolina och West Virginia.
Sparkman undertecknade 1956 års Southern Manifesto, ett upprop till rassegregation som undertecknades av 96 politiker från sydstaterna. 19 senatorer från sydstaterna var bland dem som undertecknade uppropet. Lyndon B. Johnson från Texas samt båda senatorerna för Tennessee, Albert Gore, Sr. och Estes Kefauver, lät bli att underteckna.
Sparkman bestämde sig för att inte kandidera till omval i senatsvalet 1978. Han efterträddes som senator av Howell Heflin i januari 1979. Sparkman var ledamot av kongressen i 42 år, därav över 32 år i senaten.
Sparkman var metodist och frimurare. Hans grav finns på Maple Hill Cemetery i Huntsville, Alabama.